# Флаг Оболенска
Флаг Оболе́нска — официальный символ городского поселения Оболенск Серпуховского муниципального района Московской области Российской Федерации. Учреждён 26 июня 2006 года.

## Описание
Флаг городского поселения Оболенск представляет собой прямоугольное полотнище с отношением ширины к длине 2:3, состоящее из двух горизонтальных полос — красной в 2/3 ширины полотнища и голубой в 1/3 ширины полотнища, несущее посередине фигуры из герба Оболенска: над белым диском, усеянным условными горностаевыми хвостиками, две коронованные жёлтые птицы-сирин, держащие во рту по жёлтой стреле, а в дальних лапах по жёлтому шару.

## Обоснование символики
Флаг Оболенска создан на основе его герба.
На красном флаге с голубой горизонтальной полосой внизу две птицы «сирин» держащие в клювах стрелы, а в лапе золотой безант (шар). Эти птицы являются защищающим и охраняющим оберегом семейства князей Оболенских, а также символом бережливости. Кроме того, на Древней Руси они, благодаря своему сладкому, «божественному» пению, символизировали «слово Божье».
Символика диска горностаевого меха многогранна. С одной стороны он символ княжеского достоинства (мантия с герба князей Оболенских), а с другой стороны символизирует известный в микробиологии сосуд для выращивания микрокультур под названием «чашка Петри», что символизирует градообразующее предприятие посёлка Государственный научно-исследовательский центр прикладной микробиологии.
Жёлтый цвет (золото) символизирует высшую ценность, величие, великодушие, богатство, солнечный свет.
Голубой цвет символизирует возвышенные устремления, честь, преданность, истину, добродетель.
Красный цвет символизирует красоту, праздник, активность, мужество.
Горностаевый мех символизирует благородство.